# Stadthaus (Braunschweig)
Das Stadthaus Braunschweigs befand sich Kleine Burg 1 und war von 1830 bis 1900 Sitz der Stadtverwaltung (Städtisches Bureaux). Es war der Vorgänger des Braunschweiger Rathauses am Langen Hof. In der Kleinen Burg 7 befand sich die Stadtkasse.

## Geschichte
Das Haus Kleine Burg 1 wurde 1830 von der Stadt Braunschweig erworben und als Stadthaus (Rathaus) genutzt. Das Haus in der Kleinen Burg war einst die Dechanei des Braunschweiger Doms. Zuvor war die Stadtverwaltung im Neustadtrathaus untergebracht. Beim Stadthaus handelte es sich um einen Fachwerkbau im klassizistischen Stil, das einen Steinbau nachahmte. Die Fassade war elf-achsig gestaltet, in der Mitte befand sich der Eingang mit einer Freitreppe und darüber ein Giebel, der sich über drei Achsen erstreckte. Das Gebäude hatte ein Obergeschoss.
Seit der Städteordnung vom 19. März 1850 wurde die Verwaltungsbehörde der Stadt durch den Magistrat gebildet. Dieser bestand aus dem Vorsitzenden, zwei besoldeten und vier unbesoldeten Stadträten.
1880 begannen Überlegungen und Planungen zum Bau eines neuen Stadthauses. Von 1894 bis 1900 wurde schließlich das Braunschweiger Rathaus errichtet, in das die Stadtverwaltung 1900 zog.
Am 25. April 1912 genehmigte die Stadtverordnetenversammlung den Verkauf des Stadthauses an das Herzogtum Braunschweig. Im Zweiten Weltkrieg wurde das Gebäude bei Bombenangriffen zerstört und nicht wieder aufgebaut. Das Grundstück blieb zunächst unbebaut, später entstand auf einem Teil der Fläche der Neubau für das Landgericht Braunschweig.